# Šid
Šid (în sârbă Шид,pronunțat [ʃîːd] în maghiară Sid) este un oraș și o comună situată în districtul Srem din provincia autonomă Voivodina, Serbia. Are o populație de 12.628 de locuitori, în timp ce comuna are 27.894 de locuitori (recensământul din 2022). În oraș se află un punct de trecere a frontierei dintre Serbia și Croația.

## Nume
În limba sârbă, orașul este cunoscut ca Šid (Шид), în maghiară Sid, în germană Schid, în slovacă Šíd și în limba rusină Шид.

## Istorie
Šid a fost menționat pentru prima dată în anul 1702. La început, așezarea a făcut parte din Granița Militară Dunăreană (Podunavlje), dar de la mijlocul secolului al XVIII-lea a făcut parte din Comitatul Srijem din Regatul Habsburgic al Slavoniei. Între 1848–1849, Šid a făcut parte din Voivodina Sârbească, iar în perioada 1849–1860 din Voivodina Sârbească și Banatul Timișan. După desființarea voievodatului în 1860, Šid a fost din nou încorporat în Comitatul Srijem din Regatul Slavoniei.
În 1868, Regatul Slavoniei a fost unit cu Regatul Croației ca Regatul autonom Croația-Slavonia, care a făcut parte din Regatul Ungariei și Austro-Ungaria. Šid a fost o reședință de district în cadrul comitatului Srijem. În 1910, etnicii sârbi au fost majoritari în oraș, în timp ce alte grupuri etnice importante includeau ruteni, slovaci și croați.
În 1918, orașul a devenit mai întâi parte a Statului slovenilor, croaților și sârbilor, apoi parte a Regatului Serbiei și, în final, parte a Regatului sârbilor, croaților și slovenilor (Regatul Iugoslaviei). Între 1918 și 1922, Šid a făcut parte din comitatul Srijem, între 1922 și 1929 din regiunea Srijem, între 1929 și 1931 din Banovina Drina, între 1931 și 1939 din Banovina Dunarea și între 1939 și 1941 din Banovina Croației.

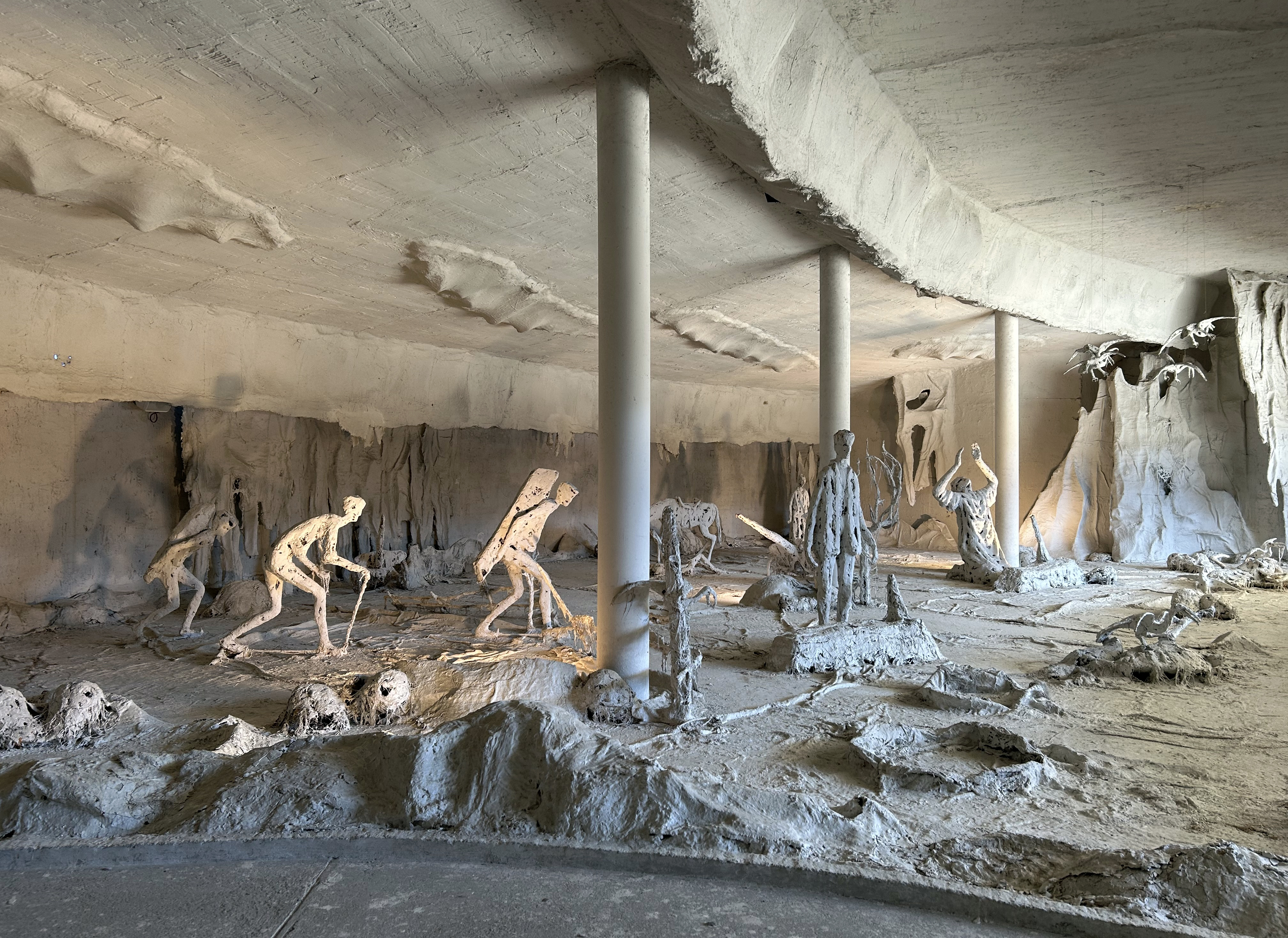
Memorialul Frontului Sirmian din Šid

În timpul celui de-Al Doilea Război Mondial, între 1941 și 1944, orașul a fost ocupat de trupele Axei și a fost inclus în Statul independent al Croației condus de Ante Pavelić. Regimul fascist Ustașa a ucis sistematic sârbi (ca parte a Genocidului Sârbilor⁠(d)), evrei (Holocaustul), romi (Poraimos) și unii dizidenți politici. În august 1942, în urma operațiunii militare comune antipartizane din Sirmia lansate de Ustașa și Wehrmachtul german, totul s-a transformat într-un masacru comis de miliția Ustașa, cu cca. 7.000 de sârbi uciși.
Printre cei uciși s-a numărat și proeminentul pictor Sava Šumanović, care a fost arestat împreună cu 150 de locuitori din Šid. În 1944, Šid a fost eliberat de partizanii iugoslavi și, până în aprilie 1945, o serie de bătălii din campania Frontului Sirmian au avut loc în apropierea orașului. Partizanii iugoslavi au minat biserica catolică locală în timpul ofensivei de la sfârșitul anului 1944.
Din 1944, orașul face parte din provincia Voivodina, care (din 1945) a fost o provincie autonomă a Serbiei și Iugoslaviei . La 5 noiembrie 1991, guvernul sârb a acuzat forțele croate că au lansat 15 rachete de artilerie asupra orașului, ucigând patru persoane și rănind alte 12, în ceea ce a devenit primul atac asupra teritoriului sârbesc în timpul Războaielor Iugoslave. În 2009, Šid a fost declarat ca fiind deminat după îndepărtarea explozibililor datând din timpul conflictului.

## Așezări

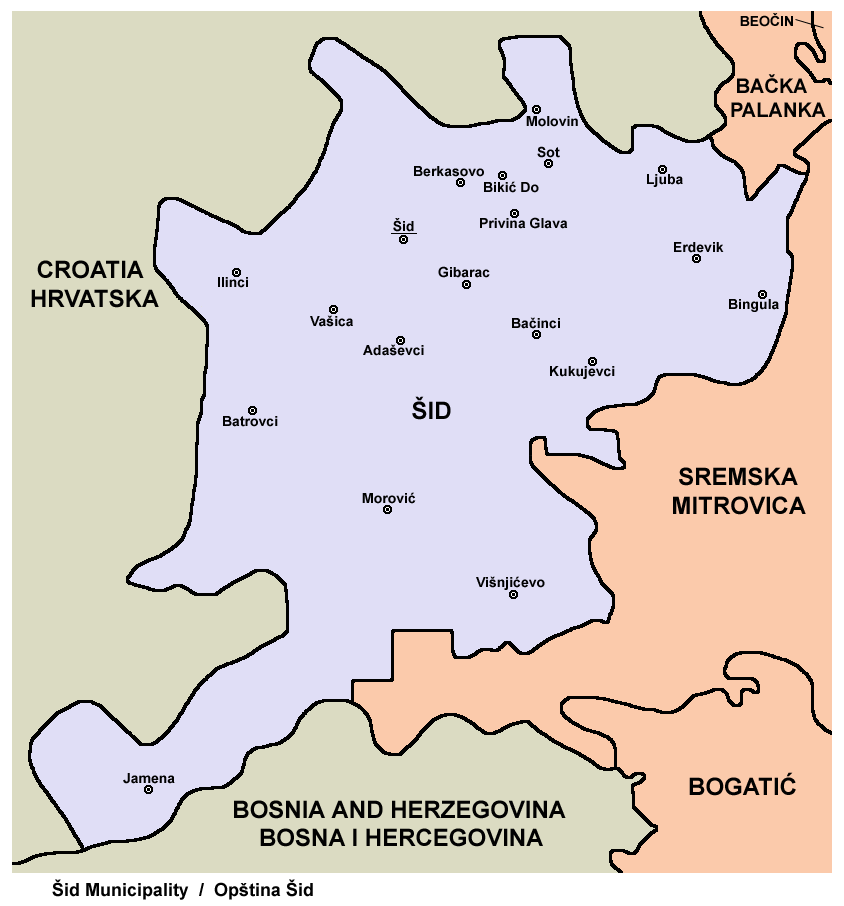
Harta comunei Šid

Comuna Šid cuprinde orașul Šid și următoarele sate:
- Adaševci
- Batrovci
- Bačinci
- Berkasovo
- Bikić Do
- Bingula
- Vašica
- Višnjićevo
- Gibarac
- Erdevik
- Ilinci
- Jamena
- Kukujevci
- Ljuba
- Molovin
- Morović
- Privina Glava
- Sot

## Demografie
Conform rezultatelor recensământului din 2011, comuna Šid a avut o populație de 34.188 de locuitori.

### Grupuri etnice
Majoritatea așezărilor din comună au o majoritate etnică sârbă. Așezarea cu majoritate etnică slovacă este Ljuba. Așezările etnice mixte sunt Bikić Do (cu majoritate relativă ruteni) și Sot (cu majoritate relativă sârbă).
Compoziția etnică a comunei este:
| Grup etnic   | Populație | %      |
| ------------ | --------- | ------ |
| Sârbi        | 26.646    | 77,94% |
| Slovaci      | 2.136     | 6,25%  |
| Croați       | 1.748     | 5,11%  |
| Ruteni⁠(d)    | 1.027     | 3,00%  |
| Romi         | 204       | 0,60%  |
| Maghiari     | 179       | 0,52%  |
| Iugoslavi    | 152       | 0,44%  |
| Ucraineni    | 47        | 0,14%  |
| Macedoneni   | 26        | 0,08%  |
| Muntenegreni | 26        | 0,08%  |
| Musulmani    | 24        | 0,07%  |
| Ruși         | 17        | 0,05%  |
| Germani      | 14        | 0,04%  |
| Albanezi     | 10        | 0,03%  |
| Români       | 3         | 0,01%  |
| Alții        | 1.929     | 5,65%  |
| Total        | 34.188    |        |

## Cultură
În apropierea satului Privina Glava se afla Mănăstirea Privina Glava. Conform unei legende, mănăstirea a fost fondată de boierul Priva în secolul al XII-lea.
În comună se găsește un muzeu dedicat importantului artist sârb Sava Šumanović și un muzeu de artă naivă „Ilijanum”, care conține peste 300 de opere de arte frumoase.

## Economie
Următorul tabel conține o prezentare generală a numărului total de persoane înregistrate angajate în entități juridice, în funcție de activitatea lor principală (în 2018):
| Activitate                                                                       | Total  |
| -------------------------------------------------------------------------------- | ------ |
| Agricultură, silvicultură și pescuit                                             | 644    |
| Minerit și cariere                                                               | -      |
| Fabricație                                                                       | 1.760  |
| Furnizarea de energie electrică, gaze, abur și aer condiționat                   | 18 ani |
| Alimentare cu apă; canalizare, gestionarea deșeurilor și activități de remediere | 195    |
| Construcții                                                                      | 104    |
| Comerț cu ridicata și cu amănuntul, repararea autovehiculelor și motocicletelor  | 1.043  |
| Transporturi și depozitare                                                       | 588    |
| Servicii de cazare și masă                                                       | 181    |
| Informații și comunicare                                                         | 129    |
| Activități financiare și de asigurări                                            | 118    |
| Activități imobiliare                                                            | 4      |
| Activități profesionale, științifice și tehnice                                  | 282    |
| Activități administrative și de servicii suport                                  | 89     |
| Administrație publică și apărare; asigurări sociale obligatorii                  | 858    |
| Educație                                                                         | 502    |
| Activități de sănătate umană și asistență socială                                | 369    |
| Arte, divertisment și recreere                                                   | 90     |
| Alte activități de servicii                                                      | 101    |
| Lucrători agricoli individuali                                                   | 508    |
| Total                                                                            | 7.593  |

## Orașe gemene–orașe înfrățite
Šid este înfrățit oficial cu trei orașe:
- Genoa, Italia
- Andorra la Vella, Andorra
- Kitee, Finlanda

## Persoane notabile
- Mira Banjac⁠(d)
- Željko Fajfrić⁠(d)
- Georgije Magarašević⁠(d)
- Grozdana Olujić⁠(d)
- Simeon Piščević⁠(d)
- Boško Simonović⁠(d)
- Milenka Subić
- Sava Šumanović